# Vojenské zpravodajství
Vojenské zpravodajství w skrócie VZ (pol. Wywiad wojskowy) jest zjednoczoną czeską uzbrojoną służbą specjalną, która powstała 1 stycznia 2005 roku z połączenia organizacji Vojenské obranné zpravodajství z organizacją Vojenská zpravodajská služba.
Instytucja wykonuje zadania na rzecz Ministerstva obrany České republiky (Ministerstwa Obrony Republiki Czeskiej) i Armády České republiky (Armii Republiki Czeskiej). VZ podlega Ministerstwu Obrony Republiki Czeskiej, z którego budżetu jest finansowana.
Celem instytucji jest dostarczanie informacji o możliwych zagrożeniach militarnych Republiki Czeskiej, o działaniach skierowanych przeciwko obronności oraz o działalności zagrażającej informacjom niejawnym z dziedziny obronności Republiki Czeskiej. VZ działa jako służba wywiadowcza poza terytorium republiki, ale może również prowadzić swoją działalność w Republice Czeskiej.

## Historia
Początki czechosłowackiego wywiadu wojskowego sięgają I wojny światowej, kiedy w ramach legionów czechosłowackich powstały pierwsze grupy wywiadowcze. W latach 20. XX w. sekcja obronna koncentrowała się głównie na eksponowaniu destrukcyjnej działalności komunistów.
Wywiad wojskowy lat 20. i 30. XX w. zajmował kluczowe miejsce nie tylko w siłach zbrojnych, ale także w całym aparacie władzy Republiki Czechosłowackiej. Jego informacje były doceniane przez najważniejszych czechosłowackich polityków i zagranicznych sojuszników, a wyniki jego działań uważnie monitorował Tomáš Garrigue Masaryk, a później Edvard Beneš. Jednocześnie obaj prezydenci wysoko oceniali wywiad wojskowy.
Po Monachium w 1938 roku na rozkaz rządu czechosłowackiego VZ musiało zminimalizować działania przeciwko Niemcom, ale informatorzy nadal utrzymywali kontakt z najważniejszymi agentami.
Rozwój VZ po II wojnie światowej był bezpośrednio związany z rozwojem politycznym Czechosłowacji, zwłaszcza z coraz większymi wpływami Związku Radzieckiego i późniejszym nadejściem totalitaryzmu w 1948 roku. W związku z nowymi potrzebami aparatu bezpieczeństwa nastąpiło administracyjne oddzielenie wywiadu VZ, który nadal podlegał Sztabowi Generalnemu, i kontrwywiadu, który został włączony w struktury Ministerstwa Spraw Wewnętrznych. W ramach tego reżimu komponenty te działały pod różnymi nazwami do 1990 roku.
Upadek reżimu komunistycznego w Czechosłowacji pod koniec 1989 roku wniósł zupełnie nowe elementy do działalności obu wojskowych służb wywiadowczych.
Po aksamitnej rewolucji nastąpił nowy etap rozwoju wojskowych służb wywiadowczych. Zmieniła się struktura, organizacja i priorytety wywiadowcze. Już w styczniu 1990 roku kontrwywiad wojskowy został przeniesiony z Ministerstwa Spraw Wewnętrznych do Federalnego Ministerstwa Obrony, a w tym samym roku przemianowany na Vojenské obranné zpravodajství. Służba Wywiadu Sztabu Generalnego została przekształcona w organizację Vojenská zpravodajská služba.
Ważnym momentem dla służb wywiadowczych było przystąpienie Republiki Czeskiej do NATO w 1999 roku oraz do Unii Europejskiej w 2004 roku. Członkostwo w tych organizacjach otworzyło nowe możliwości współpracy wywiadu wojskowego i przyniosło nowe zadania dla VZ.
Obecne Vojenské Zpravodajství powstało w 2005 roku jako następca organizacji Vojenské obranné zpravodajství i organizacji Vojenská zpravodajská služba.
Dzisiejsze VZ kontynuuje tradycję pierwszej Republiki, dostarcza informacje ważne dla obrony państwa i pomaga w podejmowaniu decyzji najwyższych organów konstytucyjnych.

## Struktura
- Szef VZ
- Zastępca szefa VZ
- Szef sztabu
- Starszy chorąży
- Wsparcie dowodzenia i kontroli
- Koncepcja i współpraca
- Bezpieczeństwo ekonomiczne
- Specjalne zabezpieczenie i przygotowanie
- Planowanie
- Logistyka
- Analityka
- Systemy teleinformatyczne
- Kontrola i bezpieczeństwo wewnętrzne
- Ochrona informacji niejawnych
- Wywiad sygnałowy
- 601. grupa sił specjalnych[3].

## Wyznaczanie zadań VZ
VZ podlega Ministerstwu Obrony Republiki Czeskiej.
Zadania VZ wyznaczają rząd, prezydent oraz minister obrony, którzy są jednocześnie odbiorcami pozyskanych informacji. W związku z członkostwem Republiki Czeskiej w NATO i Unii Europejskiej, VZ wykonuje zadania wynikające ze zobowiązań sojuszniczych.
VZ corocznie składa sprawozdanie ze swojej działalności Prezydentowi Republiki Czeskiej i Prezesowi Rady Ministrów.

## Kontrola VZ

### Kontrola i nadzór egzekutywy
Służby wywiadowcze Republiki Czeskiej są częścią władzy wykonawczej. Nadzór rządu realizowany jest przede wszystkim poprzez: udzielanie instrukcji służbom wywiadowczym, kontrolę budżetową oraz powoływanie i odwoływanie dyrektorów wywiadu. W praktyce rząd co roku publikuje listę priorytetów wywiadowczych (plan zbierania tajnych danych). W rezultacie służby wywiadowcze dostarczają rządowi kilka różnych raportów: raporty roczne, raporty na żądanie oraz raporty wywiadowcze składane przez służby wywiadowcze z własnej inicjatywy. Organizacyjnie kontrolę wykonawczą sprawują odpowiednie ministerstwa (Obrony i Spraw Wewnętrznych) oraz Komitet Wywiadu.

### Kontrola parlamentarna
Rząd i parlament Republiki Czeskiej sprawują kontrolę nad VZ za pośrednictwem specjalnej komisji. Komisja inspekcyjna składa się z co najmniej 7 członków. Sejm ustala liczbę posłów w taki sposób, aby reprezentowana była każda grupa parlamentarna utworzona zgodnie z przynależnością do partii politycznej lub ruchu politycznego, dla którego posłowie kandydowali w wyborach; liczba członków jest zawsze nieparzysta. Członkiem organu kontrolnego może być tylko członek Sejmu. Członkowie organu kontrolnego mogą wchodzić do obiektów Vojenského zpravodajství w towarzystwie Szefa VZ lub upoważnionego przez niego członka VZ.
Szef VZ składa organowi kontrolnemu:
- statut VZ,
- projekt budżetu VZ,
- pisemne zadania zlecone przez rząd lub Prezydenta Republiki Czeskiej,
- dokumenty niezbędne do kontroli wykonania budżetu VZ,
- regulaminy wewnętrzne VZ.

Organ kontrolny uprawniony jest do żądania od Szefa VZ niezbędnych wyjaśnień i dokumentów pisemnych, jeżeli uzna, że:
- działalność VZ bezprawnie ogranicza lub narusza prawa i wolności człowieka lub
- informacje niejawne zostały ujawnione z działalności VZ[5].

### Kontrola sądowa
Głównym zadaniem systemu kontroli sądowej jest monitorowanie ustawodawstwa dotyczącego stosowania specjalnych środków gromadzenia informacji. Dzieje się tak, ponieważ wykorzystanie technologii wywiadowczych mogłoby ingerować w prawa i wolności zwykłych obywateli.

### Niezależny organ kontroli
Od 2018 roku powołany został nowy organ nadzorczy – niezależny organ kontroli (Orgán nezávislé kontroly zpravodajských služeb). Sprawuje on de facto kontrolę drugiego stopnia, ponieważ ma większe uprawnienia niż pierwszy poziom kontroli sprawowany przez specjalne organy kontrolne Parlamentu. Zgodnie z prawem niezależny organ kontroli składa się z pięciu członków. Są to niezależni eksperci nominowani przez rząd, a następnie wybierani i mianowani przez Sejm Parlamentu Republiki Czeskiej na okres pięciu lat.

## Zakres działalności VZ
Zakres działań określają: ustawa o wywiadzie wojskowym, ustawa o służbach wywiadowczych Republiki Czeskiej oraz niektóre inne ustawy.
W zakresie swoich kompetencji VZ pozyskuje, gromadzi i ocenia informacje wskazujące na zagrożenie terroryzmem, przestępczością zorganizowaną i sabotażem. Od 2015 roku, na podstawie decyzji rządu, VZ jest zaangażowany w zapewnienie cyberobrony Republiki Czeskiej. VZ zajmuje się zarówno działalnością wywiadowczą, jak i kontrwywiadowczą.

### Działalność wywiadowcza
- W zakresie wywiadu VZ realizuje główne zadania na obszarach, na których kontyngenty AČR (Armia Republiki Czeskiej) działają w tzw. operacjach pozamilitarnych (humanitarnych). Są to głównie kraje bałkańskie, a także regiony takie jak Irak czy Afganistan[6]. W tych obszarach VZ realizuje zadania mające na celu ochronę jednostek AČR, jednostek NATO i innych sojuszników.
- Wspólnota Niepodległych Państw (Rosja, Białoruś, Ukraina, państwa Zakaukazia) – w szczególności w zakresie reorganizacji armii i wprowadzenia nowych systemów uzbrojenia. Innym powodem jest aktywność elementów terrorystycznych na tym obszarze i wzrost przestępczości zorganizowanej.
- Terroryzm – we współpracy z innymi służbami wywiadowczymi badane i monitorowane są osoby podejrzane o wspieranie terroryzmu, ekstremizmu i szerzenie radykalnych ideologii.

### Działalność kontrwywiadowcza
W obszarze kontrwywiadu VZ koncentruje się na próbach nielegalnego pozyskiwania informacji o obronie Republiki Czeskiej oraz kontroluje handel bronią na terenie Republiki Czeskiej, zwłaszcza w odniesieniu do możliwych zagrożeń grup terrorystycznych i państw wspierających terrorystów.

### Cyberobrona Republiki Czeskiej
Od 2015 roku, na podstawie decyzji rządu, VZ jest zaangażowany w zapewnienie cyberobrony Republiki Czeskiej.
1 lipca 2021 r. weszła w życie nowelizacja ustawy o VZ, która dotyczy cyberobrony. Ustawa opiera się na wymaganiach strategii opracowanej przez Krajowy Urząd ds. Bezpieczeństwa Cybernetycznego i Informacyjnego (NÚKIB) i zatwierdzonej przez rząd Republiki Czeskiej. Konieczność wynika również z członkostwa w Organizacji Traktatu Północnoatlantyckiego (NATO), która w 2016 roku uznała cyberprzestrzeń za domenę operacyjną. Stanowi uzupełnienie systemu obrony państwa przed najpoważniejszymi cyberatakami. Ustawa umożliwia VZ pozyskiwanie wiedzy o cyberatakach i zagrożeniach, celowe wykrywanie cyberataków oraz reagowanie na nie.

### Działania VZ związane z zapewnieniem obrony państwa w cyberprzestrzeni
Zadania VZ w zakresie zapewnieniu cyberobrony państwa:
1. ukierunkowane wykrywanie cyberataków i zagrożeń pochodzących z zagranicy i skierowane przeciwko ważnym interesom państwa, których świadczenie podlega obronie Republiki Czeskiej zgodnie z ustawą o zapewnieniu obronności Republiki Czeskiej,
2. identyfikacja i ocena wykrytych cyberataków i zagrożeń oraz ich skutków,
3. wdraża środki zapobiegające wykrytym cyberatakom i zagrożeniom.

Wskaźniki cyberataków i zagrożeń określa Wywiad Wojskowy na podstawie:
1. danych i informacji, które VZ pozyskuje w ramach wykonywania swoich zadań jako zunifikowana uzbrojona służba wywiadowcza Republiki Czeskiej,
2. danych i informacji przekazywanych przez inne służby wywiadowcze, Krajowe Biuro ds. Bezpieczeństwa Cybernetycznego i Informacji oraz inne organy publiczne[5].

## Uzyskiwanie informacji
Wywiad wojskowy ma prawo posługiwać się w swoim obszarze kompetencji środkami wywiadowczymi, którymi są:
- przeszukania, otwarcia, zbadania lub oceny przewożonych przesyłek,
- podsłuchiwanie lub nagrywanie ruchu telekomunikacyjnego, radiokomunikacyjnego lub innego podobnego lub ustalanie danych o tym ruchu,
- dokonywanie nagrań wideo, audio lub innych,
- śledzenie ludzi i rzeczy,
- zabieganie o zastosowanie środków technicznych mogących uniemożliwić lub utrudnić wykonywanie zadań z zakresu Wywiadu Wojskowego[5].

VZ pozyskuje informacje poprzez sieci HUMIN (rozpoznanie osobowe), SIGINT (rozpoznanie elektromagnetyczne), IMINT (rozpoznanie obrazowe), OSINT (biały wywiad), a także dzięki współpracy z innymi jednostkami wywiadowczymi Republiki Czeskiej oraz służbami wywiadowczymi państw NATO i innymi służbami wywiadowczymi.

## Uprawnienia
Zgodnie z ustawą o wywiadzie wojskowym Vojenské zpravodajství jest upoważnione do aktywnej interwencji w cyberprzestrzeni, wyłącznie jeśli fakty zidentyfikowane przez VZ w cyberprzestrzeni wskazują, że istnieje znaczące zagrożenie dla podstawowych interesów państwa lub jeśli cyberataku lub groźby wymierzonej w ważne interesy państwa nie można zapobiec we współpracy z siłami zbrojnymi Republiki Czeskiej, a aktywna interwencja została oceniona jako jedyny możliwy skuteczny sposób ich zapobieżenia.
Członkowie VZ, pełniący służbę żołnierza zawodowego są uprawnieni do posiadania i noszenia służbowej broni palnej oraz używania jej w przypadku obrony koniecznej lub nadzwyczajnego zagrożenia.
Zgodnie z ustawą o służbach wywiadowczych Republiki Czeskiej w zakresie niezbędnym do wykonania określonego zadania w ramach swoich kompetencji, służby wywiadowcze w Republice Czeskiej są uprawnione do żądania od osoby prawnej lub fizycznej świadczącej publicznie dostępną usługę telefoniczną informacji z bazy danych wszystkich jej abonentów publicznie dostępnej usługi telefonicznej.

## Szef VZ

### Mianowanie i odwoływanie szefa VZ
Szefa VZ powołuje minister obrony narodowej za zgodą rządu, po dyskusji w komisji sejmu właściwej do spraw bezpieczeństwa. Szef VZ odpowiada przed ministrem obrony, który również odwołuje go za zgodą rządu.

### Szefowie VZ
- Generał brygady inż. Miroslav Krejčík (1 grudnia 2004 – 15 maja 2007)
- Generał brygady inż. Pavel Adam (15 maja 2007 – 28 czerwca 2007)[9]
- Generał porucznik inż. Ondrej Páleník (28 czerwca 2007 – 31 października 2012)[10]
- Generał brygady inż. Milan Kovanda (31 października 2012 – 17 czerwca 2013)[11] – został odwołany ze służby w czerwcu 2013 r. VZ stało się jednym z aktorów afery korupcyjnej premiera Petra Nečasa. Sprawa rzekomego znęcania się nad członkami tajnej służby wojskowej przez dyrektora gabinetu Nečasa Jana Nagyovą (i jego obecną żonę) doprowadziła m.in. do upadku rządu. Szef wywiadu wojskowego Milan Kovanda przyznał się do nielegalnej inwigilacji, a minister obrony tymczasowo usunął go ze służby[12].
- Generał brygady inż. Rostislav Pilc (17 czerwca 2013 – 22 października 2014)[13] – zastępca Kovanda, wybrany tymczasowo
- Generał dywizji inż. Jan Beroun (22 października 2014 – obecnie)[14].

## Stopnie służbowe
W VZ obowiązują następujące korpusy i stopnie służbowe żołnierzy i funkcjonariuszy:
- korpus szeregowych:
  - szeregowy
  - starszy szeregowy
- korpus podoficerów:
  - kapral
  - starszy kapral
  - plutonowy
  - sierżant
  - starszy sierżant
  - młodszy chorąży
  - chorąży
  - starszy chorąży
  - starszy chorąży sztabowy
- korpus oficerów:
  - podporucznik
  - porucznik
  - kapitan
  - major
  - podpułkownik
  - pułkownik
  - generał brygady
  - generał dywizji
  - generał broni